# Kostel svatého Mořice (Řevnice)
Kostel svatého Mořice v Řevnicích je barokní stavba z 18. století, obklopená malým hřbitovem. Areál zahrnující též márnici, dva kříže na hřbitově a sochu sv. Jana Nepomuckého před ohradní zdí je chráněn jako kulturní památka České republiky. 
V pramenech bývá uváděn také jako kostel svatého Mauritia (Mořice), příp. jako kostel Panny Marie Nanebevzaté a sv. Mauritia (s dvojím zasvěcením). 

## Historie
Předchůdcem dnešního kostela byl nejspíše románský kostel, který je poprvé zmiňován roku 1253, kdy ho král Václav I. postoupil rytířskému řádu křižovníků s červenou hvězdou. V jeho blízkosti stával ve středověku druhý, menší kostelík Nanebevzetí Panny Marie, postavený pravděpodobně poté, co Václav II. věnoval Řevnice cisterciáckému klášteru ve Zbraslavi (roku 1292). Oba kostely stály na jiném místě v areálu hřbitova až do poloviny 18. století, kdy byly již v tak špatném stavu, že musely být zbořeny. Kostel sv. Mořice byl původně kostelem farním, ve druhé polovině 17. století se stal filiálním farního kostela v Dobřichovicích. 
Se stavbou nového kostela se započalo roku 1749, vysvětil ho 12. listopadu 1752 velmistr křižovnického řádu Julius František Waha, který zde sloužil i první mši. V roce 1842 musel být kostel opraven, neboť se v něm objevily trhliny (po dobu uzavření kostela se mše sloužily v umrlčí komoře). Generální oprava kostela proběhla v letech 1904–1905 podle projektu architekta Eduarda Sochora, který i rekonstrukce řídil. Poté se stal kostel opět (po asi 250 letech) kostelem farním.
Patronem kostela je rytířský řád křižovníků s červenou hvězdou.

## Popis
Kostel je jednolodní barokní stavba s věží. Vnitřní výzdoba kostela je převážně původní z 18. století. Freska nad presbytářem znázorňuje Nejsvětější trojici, které se klanějí představitelé světské i duchovní moci. Jedna ze dvou fresek nad chrámovou lodí zobrazuje nalezení sv. Kříže císařovnou Helenou, druhá smrt sv. Mořice. V cípech klenebních polí jsou alegorie osmi ctností. Hlavní sloupový oltář je v horní části ozdoben sochou Panny Marie na trůně, po stranách stojí sochy sv. Floriána a sv. Šebestiána. Oltářní obraz od A. Wenzela z roku 1881 je kopií obrazu, který byl na zadní straně oltáře. Znázorňuje Krista podávajícího prapor sv. Mořici. Barokní kazatelna je vyzdobena reliéfem Krista, jak brání své ovce před šelmami. Z počátku 20. století pocházejí boční oltář Panny Marie, na protější straně stojící křtitelnice ze sliveneckého mramoru a sochy ve výklencích v zadní části kostela. Vyřezávané dubové lavice jsou z roku 1753. Zdobí je znaky křižovnického řádu, medailony s reliéfy světců a znaky cechů.
V boční zdi věže je na jižní straně, asi jeden metr nad terénem, je druhotně zazděn kámen z červeného pískovce se znakem křižovnického řádu (šesticípá hvězda a kříž). Kámen velmi pravděpodobně pochází z původního středověkého kostela a po jeho zboření byl pietně umístěn do zdiva kostela nového.
Kostel stojí uprostřed hřbitova, který již není používán (od doby, kdy byl založen nový hřbitov na kopci Šiberném, je nazýván starým hřbitovem). Vedle barokní brány zdobené znakem křižovníků, kterou se prochází na hřbitov a ke kostelu, stojí při ohradní zdi socha sv. Jana Nepomuckého. V sousedství kostela stojí památkově chráněná venkovská usedlost (čp. 7) se zdobeným štítem. 